# Sitio de Nazaré

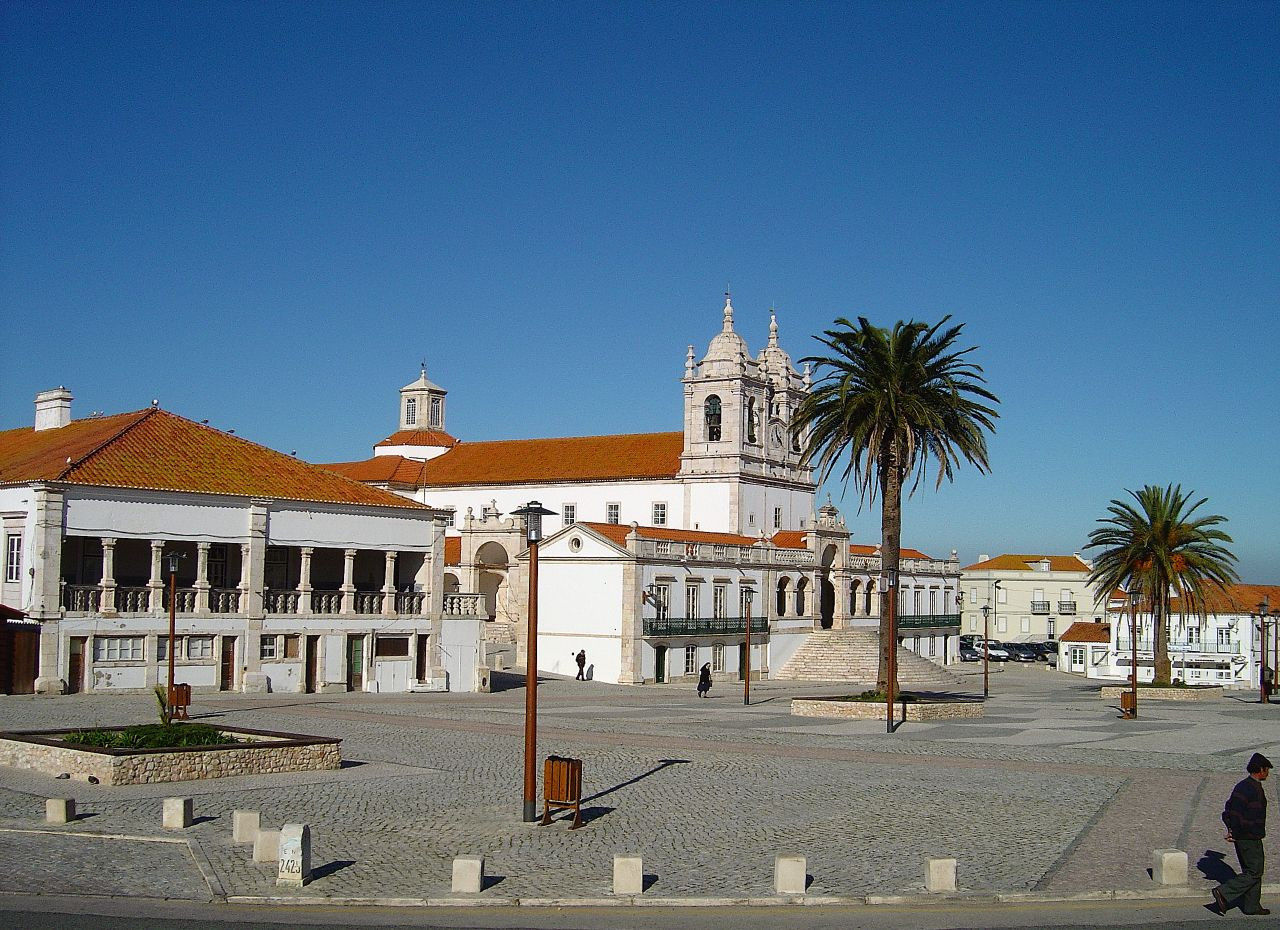
Ancho de Nuestra Señora de Nazaré con el Santuario y el Palacio Real.

El sitio de Nazaré es hoy un barrio de la villa de Nazaré, región del Oeste, en Portugal.
Al largo de los siglos, grandes peregrinaciones organizadas, los Círios, provenientes de varias localidades como Mafra, Santarém, Óbidos, Leiría, Coímbra o Lisboa, trajeron al Santuario, de esta localidad a miles de peregrinos y romeros, de todas las clases sociales, incluyendo a veces a la Familia Real portuguesa, expresamente el día de la patrona, Nossa Senhora da Nazaré, 8 de septiembre.

## Historia

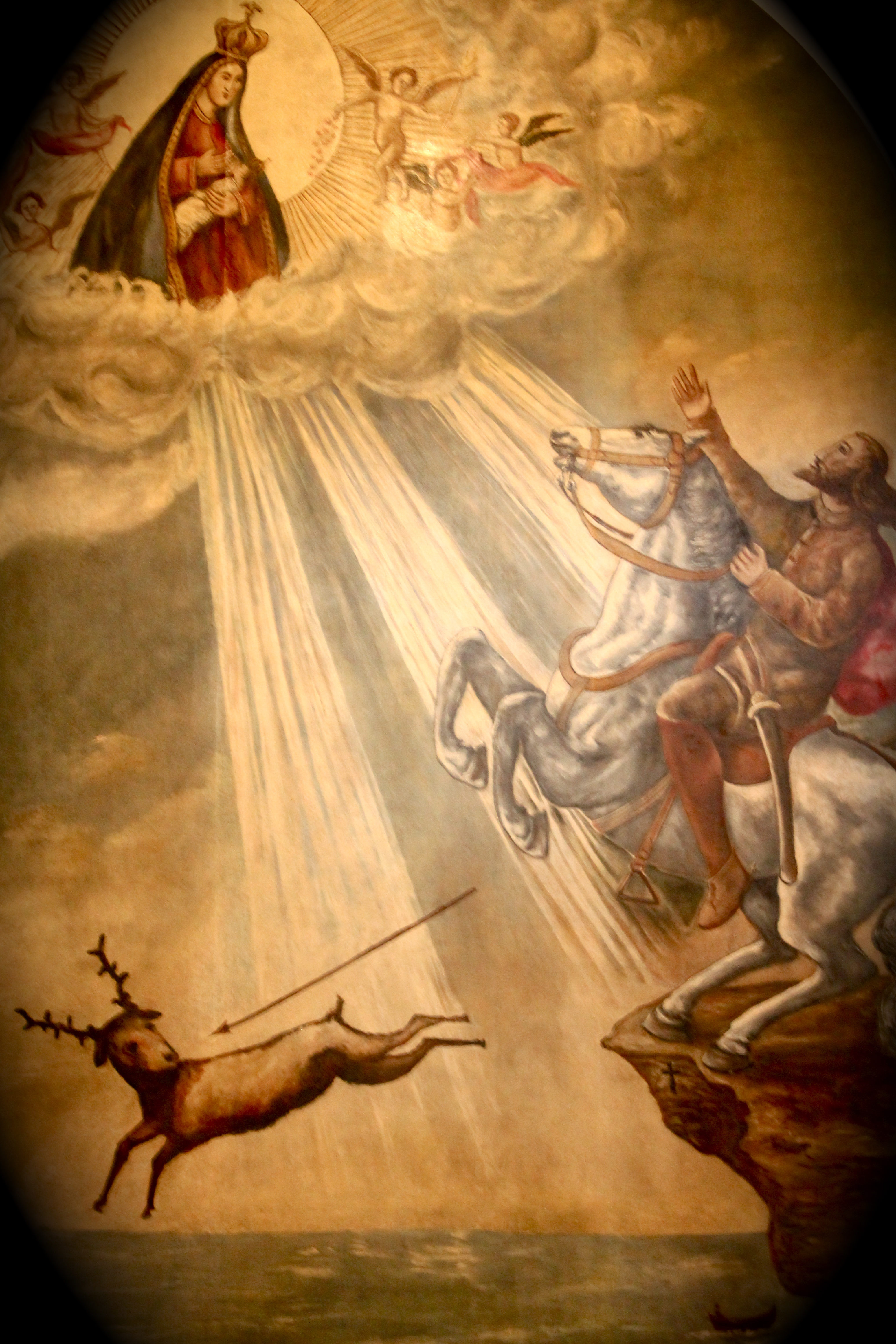
Representación del milagro a D. Fuas Roupinho.

En la parte superior de la escarpa del promontorio de Nazaré, la primera construcción habría sido la ermita levantada por iniciativa de D. Fuas Roupinho en 1182, sobre una cueva donde, después de la invasión musulmana de la península ibérica, la imagen de Nuestra Señora de Nazaré habría sido escondida. Esa iniciativa está ligada al episodio de la Leyenda de Nazaré.
Siglos más tarde, en 1377, el Rey D. Fernando I de Portugal fundó aquí un santuario, al que la imagen fue transferida. En torno a este santuario, y para acoger a los romeros, se instalaron los primeros habitantes, levantando las primeras casas.
En 1648, cerca de la Ermita de la Memoria y del Santuario de Nuestra Señora de Nazaré, se contaban en el local unas treinta casas, caballerizas, un horno de cal y una fuente.
En el contexto de la Guerra Peninsular, cuando  la primera invasión francesa en 1808, las tropas de Napoleón Bonaparte saquearon el Santuario y la población, que incendiaron parcialmente, en represalia a la resistencia popular. Algunos de los habitantes del pueblo fueron capturados y fusilados por los franceses en la plaza de la Fuente Vieja.
Hasta mediados del siglo XX fue aumentando el número de forasteros que allí se desplazaban para venerar la Señora de Nazaré en la época de sus fiestas, a finales del verano. Con la popularización del Santuario de Fátima, el número de peregrinos y visitantes al Santuario de Nazaré declinó progresivamente.
Sin embargo, el sitio de Nazaré, cercado por una extensa muralla, con el santuario, las casas de romeros, el palacio Real, la casa del Rector, el teatro, la plaza de toros, las dos fuentes y los dos grandes pozos, denota, a través de esos equipamientos y de la organización de su malla urbana (con varias y espaciosas plazas), el origen de la población, vocacionada para recibir en temporada gran número de romeros y de festeiros, denominándose Fiestas de Nazaré a la mayor aglomeración humana que ocurre anualmente al inicio de septiembre.